# Ludwig Deppe (Mediziner)
Ludwig Karl Wilhelm Otto Deppe (* 9. Juni 1873 in Magdeburg; †  26. Februar 1945 in Dresden) war ein deutscher Schutztruppen-Arzt in Deutsch-Ostafrika und Autor.

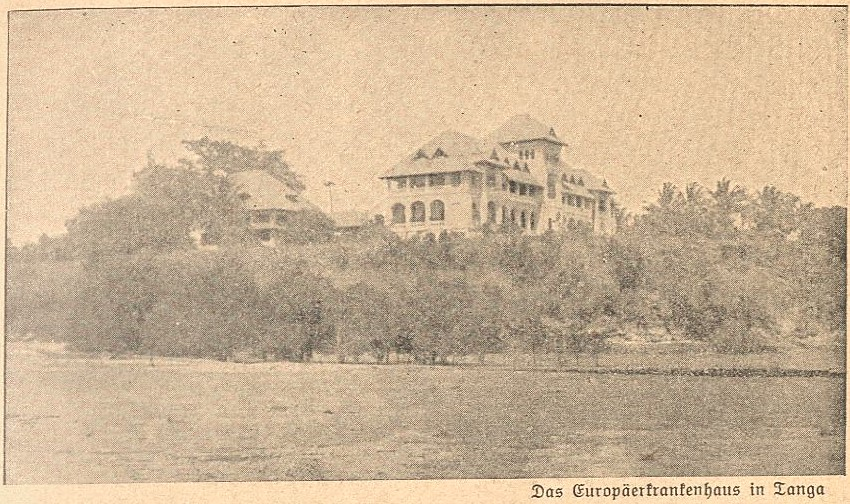
Europäerkrankenhaus in Tanga (um 1914)

## Leben
Ludwig Deppe wurde als Sohn eines Schlossermeisters in Magdeburg 1873 geboren. Ab 1892 studierte er Medizin an den Universitäten in Bonn, Leipzig, Königsberg, Halle und Göttingen. Seit 1892 gehörte er der Burschenschaft Marchia Bonn an. Sein Medizinstudium beendete er 1899 in Tübingen (Diplom am 24. März 1899 zum Thema Über multiple tuberkulöse Darmstenosen). Später verpflichtete er sich mit seiner Ehefrau Charlotte geb. Reichenbach (1886–1984) für den Dienst in der deutschen Kolonie Deutsch-Ostafrika. Im Jahre 1912 dort angekommen erhielt er den Auftrag, das Gouvernement-Krankenhaus in Tanga (Tansania) zu leiten.
Dienstverpflichtet nahm er während des Ersten Weltkriegs am Feldzug unter dem späteren General Paul von Lettow-Vorbeck gegen die Engländer teil und schrieb zwei Bücher über diese Zeit: Mit Lettow-Vorbeck durch Afrika (1919) und zusammen mit seiner Ehefrau Charlotte Deppe Um Ostafrika (1925). Deppe war zunächst ein „glühender und bis zum Kriegsende gehorsamer Gefolgsmann Lettow-Vorbecks“, kritisierte jedoch nach der Rückkehr dessen Vorgehen in Afrika scharf.

„Der deutsche Arzt Ludwig Deppe, der zu Lettow-Vorbecks Tross gehörte, schrieb in seinen Erinnerungen: „Wir ließen zerstörte Felder, ausgeraubte Magazine und, für die nächste Zukunft, Hunger zurück. Wir waren keine Botschafter der Kultur mehr, unsere Spur bestand vielmehr aus Tod, Plünderungen und zerstörten Dörfern – ganz ähnlich wie während des Feldzuges unserer eigenen und der feindlichen Armeen im Dreißigjährigen Krieg.““

In der Weimarer Republik kandidierte „Dr. med. Deppe“ um 1928, seinerzeit als Regierungsmedizinalrat in Dresden-Bühlau tätig, auf dem Listenplatz 16 der SPD für einen Sitz im Reichstag.

## Schriften

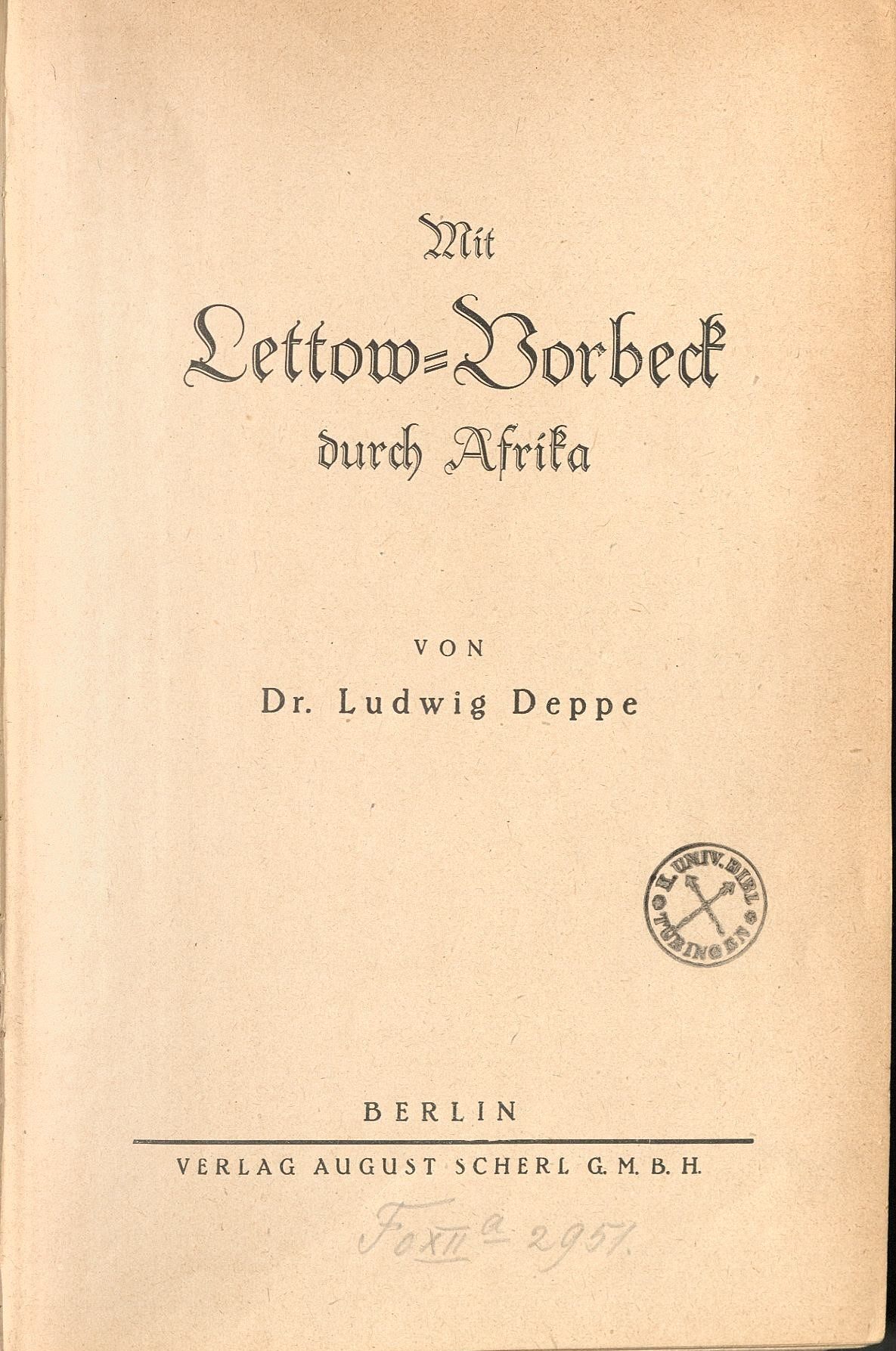

- Über multiple tuberkulöse Darmstenosen ..., 1899
- Frauenärztliches aus Deutsch-Ostafrika, Sonderdruck (20 Seiten Diagramme) aus: Zentralblatt für Gynäkologie, Band 40, 1914
- Mit Lettow-Vorbeck durch Afrika, Berlin: Scherl, 1919; Inhaltsverzeichnis
  - 5., unveränderte Auflage, Berlin: A. Scherl, [1922]
    - Nachdruck der Original-Ausgabe von 1921, Wolfenbüttel: Melchior, Historischer Verlag, 2013, ISBN 978-3-944289-06-9; Inhaltstext
- Körperliche Erziehung des Säuglings und Kleinkindes (= Handbuch der Leibesübungen, Band 3), Berlin: Weidmann, 1923
- Charlotte Deppe, Ludwig Deppe: Um Ostafrika. Erinnerungen, 1.–5. Tausend, Dresden: E. Beutelspacher & Co., 1925
- Charlotte Deppe, Ludwig Deppe: Wie turnt der Säugling? Ein Filmbilderbuch (= Taschenbuch der Leibesübungen, Heft 18), Berlin: Weidmannsche Buchhandlung, 1926
  - ebenso als Taschenbuch der Leibesübungen, Heft 19, Berlin: Weidmannsche Buchhandlung, 1926